# Col d'Oujok
Le col d'Oujok (en allemand : Uschok-Pass, en hongrois : Uzsoki-hágo, en polonais : Przełęcz Użocka, en russe : Ужокский перевал Ujokski pereval, en ukrainien : Ужоцький перевал Ujozkyj pereval) est un col de montagne appartenant à la chaîne des Carpates orientales, aujourd'hui en Ukraine près de la frontière de la Pologne. Il se trouve à 852 m d'altitude et marque la limite entre l'oblast de Lviv au nord et celui de Transcarpatie au sud.
Sur le versant nord du col, de pente relativement douce, se trouvent les sources du San, affluent de la Vistule. Sur le versant sud, plus abrupt, s'écoulent les sources de l'Ouj, sous-affluent de la Tisza et du Danube, qui donne son nom au col. À l'ouest, il est dominé par le massif du Bieszczady qui se prolonge en Pologne et en Slovaquie.
Le col est traversé par l'autoroute H13 ainsi que par la voie ferrée (de) reliant Lviv à Sambir et Tchop. Cette ligne, construite en 1905 sous l'Empire austro-hongrois, est une des plus pittoresques des Carpates.
Plusieurs monuments commémorent les batailles livrées sur ce col : un mémorial rappelle les soldats austro-hongrois et russes tombés dans la bataille des Carpates pendant la Première Guerre mondiale, un autre les volontaires ukrainiens de l'Unité des fusiliers de la Sitch (1917-1919), un troisième les soldats soviétiques de la Seconde Guerre mondiale.

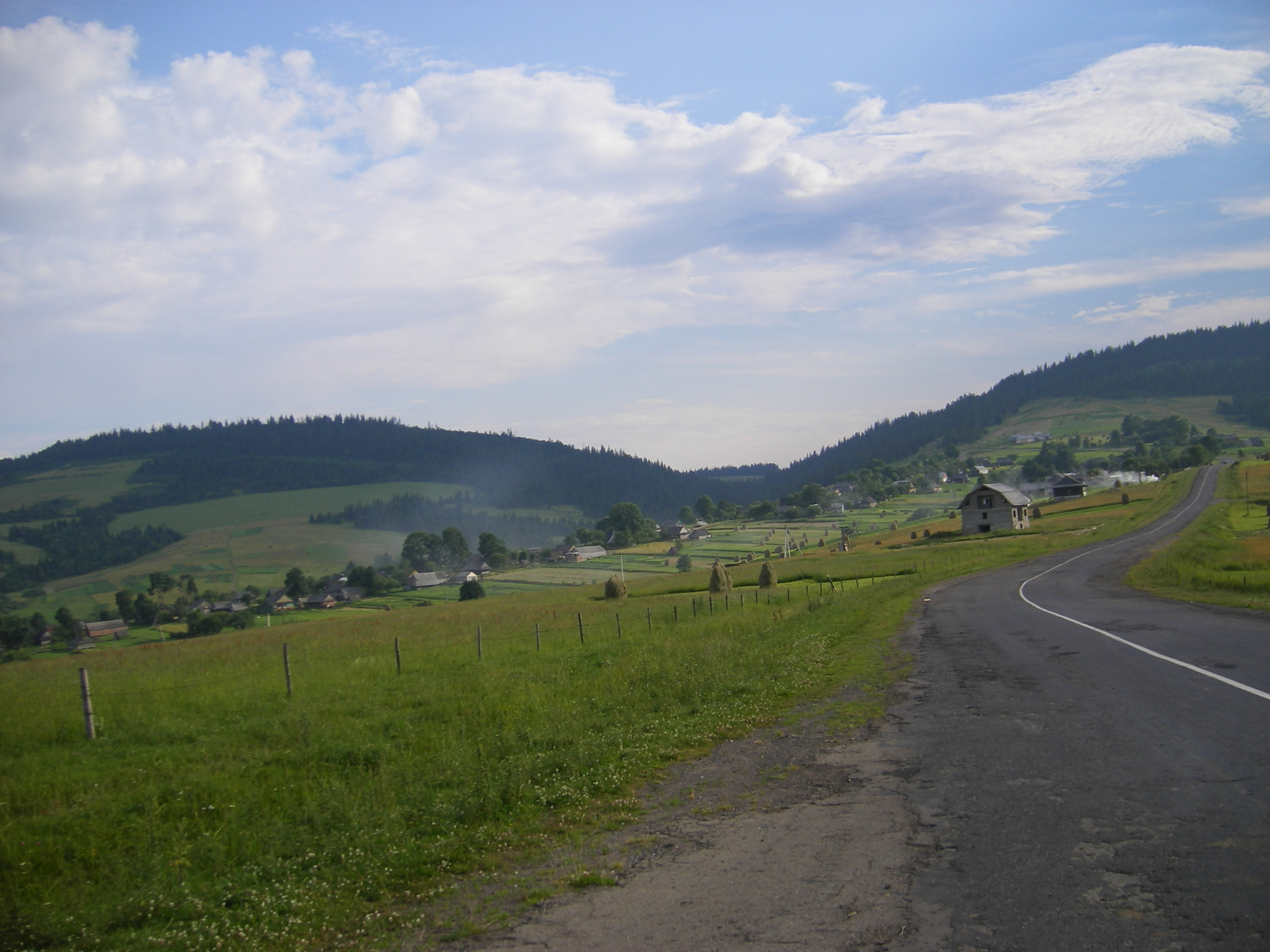
Paysage près de Yavoriv (oblast de Lviv).
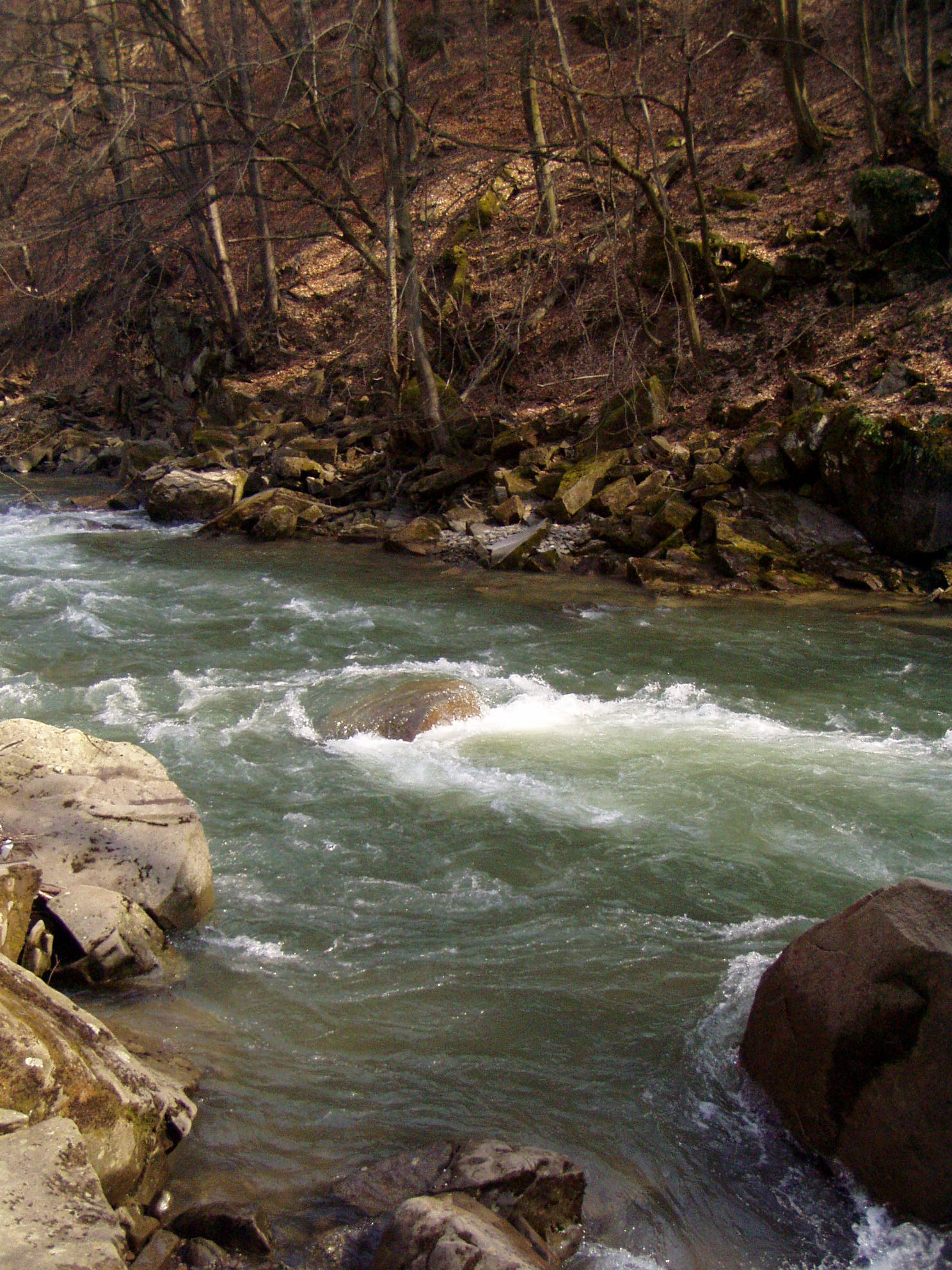
La rivière Ouj près du village de Sil.
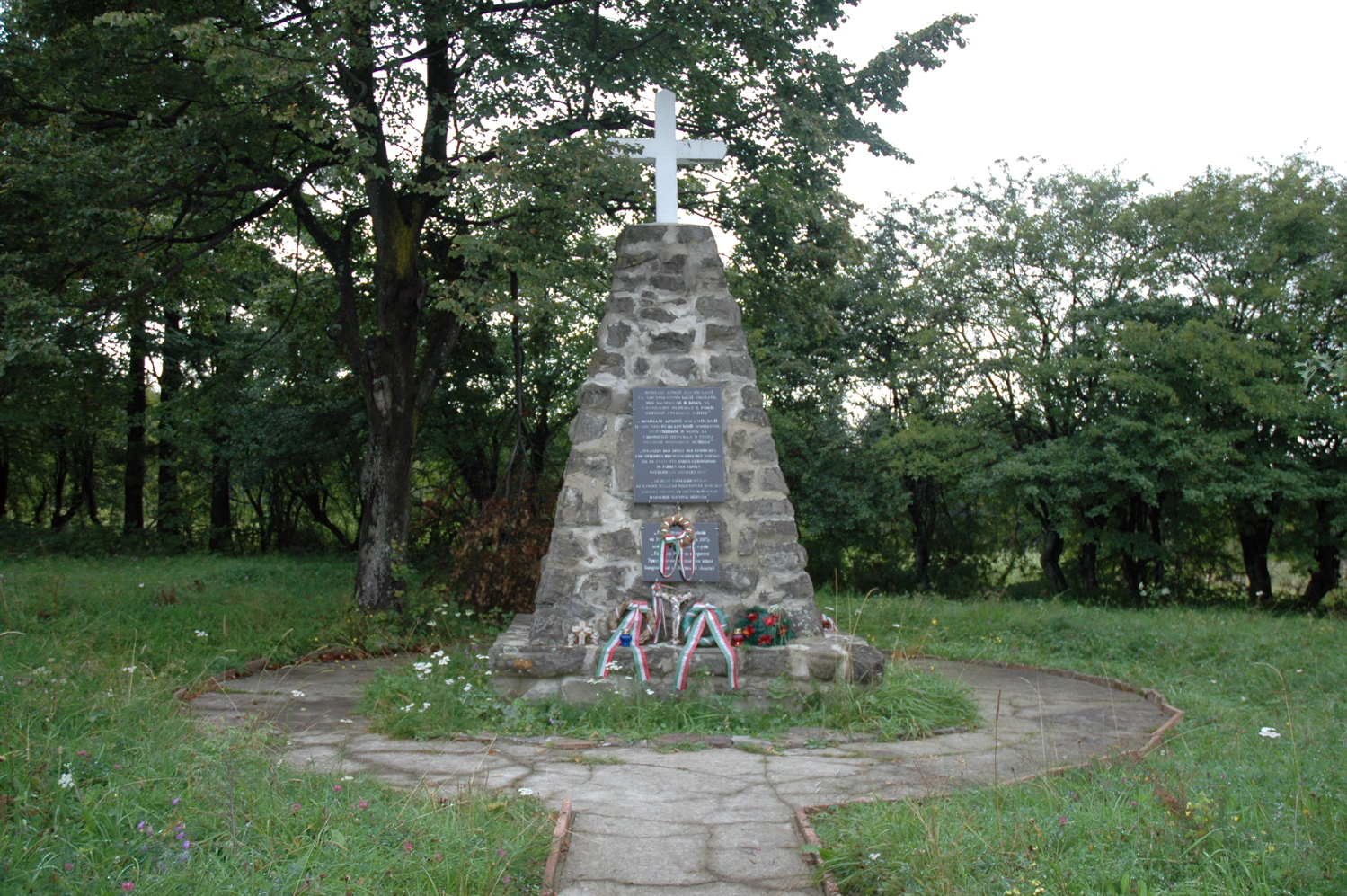
Monument aux morts de la Première Guerre mondiale.

## Sources et bibliographie
- (de) Cet article est partiellement ou en totalité issu de l’article de Wikipédia en allemand intitulé « Uschok-Pass » (voir la liste des auteurs) dans sa version du 17 août 2016.